# Polycentropus rickeri
Polycentropus rickeri är en nattsländeart som beskrevs av Yamamoto 1966. Polycentropus rickeri ingår i släktet Polycentropus och familjen fångstnätnattsländor. Inga underarter finns listade i Catalogue of Life.